# Mercedes-Benz MB 100
L'MB100 è un veicolo commerciale leggero commercializzato da Mercedes-Benz dal 1981, in sostituzione del DKW F1000L, al 1995, sostituito dal Mercedes Vito. 
Il progetto deriva ancora da quello risalente al 1954 da parte della DKW che aveva portato al DKW F1000L; la prima volta che è stata usata la sigla MB 100 è stato in Spagna nel 1981 da parte della filiale locale Mercedes che aveva appena acquisito lo stabilimento IMOSA di Vitoria dove veniva costruito il veicolo DKW a cui venne sostituito il motore originale con un OM615. Nel 1987, oltre a ricevere un restyling il furgone è stato commercializzato anche in altre nazioni europee.